# Миколайчук Валентин Віталійович
Валентин Віталійович Миколайчук — солдат Збройних сил України, учасник російсько-української війни, що загинув у ході російського вторгнення в Україну в 2022 році.

## Життєпис
Валентин Миколайчук народився 2001 року в селі Тур Ратнівського району на Волині. Після закінчення загальноосвітньої школи був призваний на строкову службу до ЗСУ. З початком повномасштабного російського вторгнення в Україну перебував на передовій. Загинув у результаті ворожого обстрілу під час виконання бойового завдання у Київській області. Тіло захисника доставили додому ввечері 7 квітня. Чин прощання із загиблим Валентином Миколайчуком відбувся 8 квітня. Обряд поховання очолив благочинний Ратнівської округи протоієрей Анатолій Гурський. Поховали на місцевому кладовищі у рідному селі.

## Нагороди
- орден «За мужність» III ступеня (2022, посмертно) — за особисту мужність і самовіддані дії, виявлені у захисті державного суверенітету та територіальної цілісності України, вірність військовій присязі[6].